# Falk-Willy Wild
Falk-Willy Wild (* 10. März 1967 in Dresden als Falk Wild) ist ein deutscher Schauspieler.

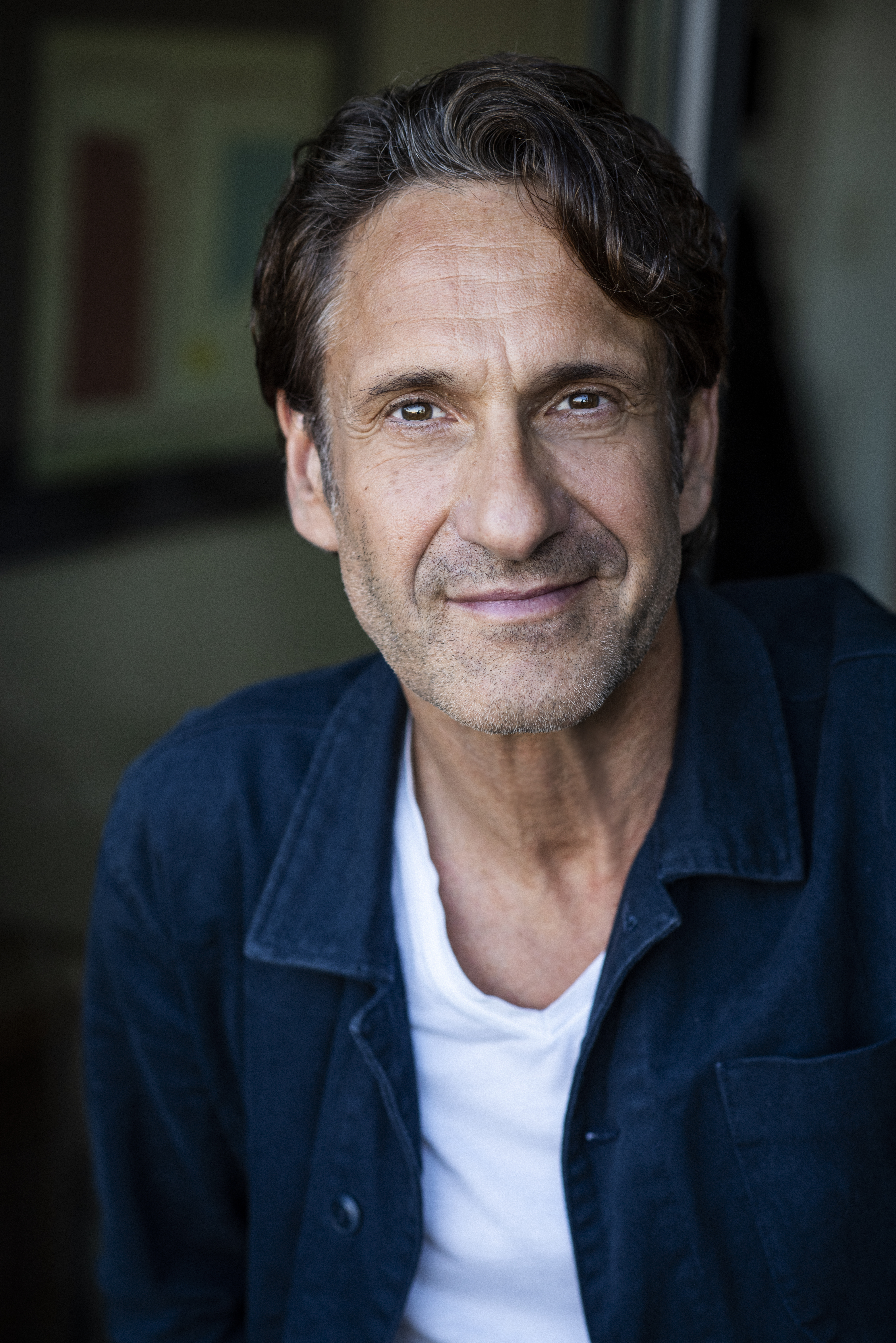
Falk-Willy Wild (2022)

## Leben
Falk-Willy Wild absolvierte von 1989 bis 1993 eine Schauspielausbildung an der Schauspielschule Ernst Busch in Rostock. Vor einem ersten Engagement als Schauspieler nahm er als Hommage an seinen Großvater dessen Vornamen „Willy“ zu seinem eigenen hinzu. Wild arbeitete seit 1990 als Theaterschauspieler. Engagements und Gastrollen hatte er unter anderem am Volkstheater Rostock, am Schauspielhaus Schwerin, am Hebbel-Theater und am Renaissance-Theater Berlin, am Berliner Ensemble, am Theater Stralsund und am Hans Otto Theater in Potsdam.
Auf der Bühne spielte Wild ein breites Repertoire, das Stücke von William Shakespeare, die internationalen Autoren der Romantik und der Jahrhundertwende, aber auch Stücke der Moderne und des zeitgenössischen Theaters umfasste. 
Zu Wilds wichtigen Theaterrollen gehörten: Hänschen Rilow in  Frühlings Erwachen von Frank Wedekind, der Romeo in Romeo und Julia von William Shakespeare, der Christian in Cyrano de Bergerac von Edmond Rostand und der Jean in Fräulein Julie von August Strindberg. 
Sein Fernsehdebüt gab Wild 1994 in dem Fernsehfilm Natalie – Endstation Babystrich unter der Regie von Herrmann Zschoche. 1998 spielte er auch im dritten Natalie-Film unter dem Titel Natalie – Babystrich Online unter der Regie von Dagmar Damek.  
Wild übernahm in der Folgezeit im Fernsehen durchgehende Serienrollen, vor allem aber Episodenhauptrollen und auch Gastrollen in verschiedenen Fernsehserien. Wild wurde im deutschen Fernsehen häufig in Familienserien, Arztserien und Kriminalfilmen eingesetzt. 
Wild war in durchgehenden Serienrollen unter anderem als Klinikarzt Dr. Samuel Müller in Alphateam – Die Lebensretter im OP und als Jochen Lachner in der RTL-Soap Unter uns zu sehen. 
Von 2009 bis 2011 übernahm er eine durchgehende Serienhauptrolle als Landschaftsarchitekt Markus Bredow in der ZDF-Fernsehserie Unser Charly an der Seite von Ursula Buschhorn und Ralf Lindermann. Von Mitte Februar bis Anfang Dezember 2012 war Wild als Clemens Winter in einer der Hauptrollen der ARD-Telenovela Rote Rosen zu sehen. 
Wild wirkte auch in einigen Kurzfilmen und in Abschlussfilmen von Filmhochschulabsolventen mit.
Im Sommer 2014 wirkte Wild beim Piraten-Open-Air in Grevesmühlen in der Rolle des Piet van Stuyvesant in dem Stück Die Schatzinsel - Bone Island mit. Seit 2014 hat er mittlerweile drei Folgen der Reisereportagenreihe  Das ist mein.... für den Fernsehsender n-tv präsentiert.
Für das Regie-Team Eric Hordes und Christian Karsch stand Wild 2018 als Tobias Schuckel für die vom SWR für das Medienangebot funk produzierten Dramedy-Serie Patchwork Gangsta neben Stefan Mocker und Karen Markwardt vor der Kamera.

## Filmografie (Auswahl)
- 1994: Natalie – Endstation Babystrich (Fernsehfilm)
- 1994: Verkehrsgericht (Fernsehserie, eine Folge)
- 1994: Ihre Exzellenz, die Botschafterin (Fernsehserie, eine Folge)
- 1996: Tatort: Wer nicht schweigt, muß sterben (Fernsehreihe)
- 1996: Max Wolkenstein: Die Band (Fernsehserie, eine Folge)
- 1997: Ein Mord für Quandt: Blaues Blut (Fernsehserie, eine Folge)
- 1997: Kurklinik Rosenau: Zu nichts mehr nütze (Fernsehserie, eine Folge)
- 1998: Natalie – Babystrich Online (Fernsehfilm)
- 2000: Im Namen des Gesetzes: Der dressierte Tod (Fernsehserie, eine Folge)
- 2001: SOKO Leipzig: Der letzte Blues (Fernsehserie, eine Folge)
- 2002: Berlin, Berlin (Fernsehserie, zwei Folgen)
- 2002: Alphateam – Die Lebensretter im OP (Fernsehserie)
- 2003–2004: Unter uns (Fernsehserie)
- 2004: SK Kölsch: Familienbande (Fernsehserie, eine Folge)
- 2005: Sabine!: Eine Nacht mit Folgen (Fernsehserie, eine Folge)
- 2005: Hallo Robbie!: Notruf unter Wasser (Fernsehserie, eine Folge)
- 2005: Fünf Sterne: Traum-Hochzeit (Fernsehserie, eine Folge)
- 2009: Whisky mit Wodka
- 2009–2012: Unser Charly (Fernsehserie, Serienrolle)
- 2012: Rote Rosen (Fernsehserie, Staffelhauptrolle)
- 2013: Komasaufen (Fernsehfilm)
- 2016: Einfach Rosa – Die Hochzeitsplanerin: Verliebt, verlobt, verboten (Fernsehreihe)
- 2017: Die Spezialisten – Im Namen der Opfer: Heldenkinder (Fernsehserie, eine Folge)
- 2017: SOKO Stuttgart: Durchgeknallt (Fernsehserie, eine Folge)
- 2019: Patchwork Gangsta (Fernsehserie)
- 2019: Notruf Hafenkante: Neben der Spur (Fernsehserie, eine Folge)
- 2019: SOKO Wismar: Nomen est Omen (Fernsehserie, eine Folge)
- 2022: Blutige Anfänger: Toxisch (Fernsehserie, eine Folge)